# Campionati europei maschili di softball
I Campionati europei maschili di softball (ufficialmente European Softball Men Championship) sono il massimo torneo tra squadre nazionali che si disputa ogni due anni in Europa sotto l'egida della European Softball Federation (ESF).

## Risultati
| Anno | Sede                               |             | Finaliste     | Finaliste   |             | Semifinaliste | Semifinaliste |
| Anno | Sede                               | Campione    | Vice-campione | 3º posto    | 4º posto    |               |               |
| 1993 | Praga                              | Paesi Bassi | Danimarca     | Rep. Ceca   | Slovacchia  |               |               |
| 1995 | Hørsholm                           | Paesi Bassi | Danimarca     | Rep. Ceca   | Slovacchia  |               |               |
| 1997 | Bussum                             | Rep. Ceca   | Danimarca     | Paesi Bassi | Israele     |               |               |
| 1999 | Praga                              | Rep. Ceca   | Paesi Bassi   | Danimarca   | Israele     |               |               |
| 2001 | Anversa                            | Rep. Ceca   | Paesi Bassi   | Regno Unito | Danimarca   |               |               |
| 2003 | Choceň                             | Paesi Bassi | Rep. Ceca     | Regno Unito | Danimarca   |               |               |
| 2005 | Nimega                             | Rep. Ceca   | Danimarca     | Paesi Bassi | Regno Unito |               |               |
| 2007 | Beveren                            | Rep. Ceca   | Danimarca     | Paesi Bassi | Belgio      |               |               |
| 2008 | Copenaghen                         | Rep. Ceca   | Danimarca     | Regno Unito | Paesi Bassi |               |               |
| 2010 | Havlíčkův Brod                     | Danimarca   | Rep. Ceca     | Regno Unito | Paesi Bassi |               |               |
| 2012 | Amstelveen                         | Rep. Ceca   | Paesi Bassi   | Regno Unito | Danimarca   |               |               |
| 2014 | Havlíčkův Brod                     | Rep. Ceca   | Danimarca     | Paesi Bassi | Regno Unito |               |               |
| 2016 | Montegranaro                       | Rep. Ceca   | Danimarca     | Belgio      | Paesi Bassi |               |               |
| 2018 | Havlíčkův Brod-Kostelec nad Orlicí | Rep. Ceca   | Paesi Bassi   | Danimarca   | Regno Unito |               |               |
| 2021 | Ledenice-Sezimovo Ústí             | Rep. Ceca   | Danimarca     | Croazia     | Danimarca   |               |               |

### Medagliere
| Posiz. | Nazione     | Oro | Argento | Bronzo | Totale |
| ------ | ----------- | --- | ------- | ------ | ------ |
| 1      | Rep. Ceca   | 11  | 2       | 2      | 15     |
| 2      | Paesi Bassi | 3   | 4       | 5      | 12     |
| 3      | Danimarca   | 1   | 9       | 1      | 11     |
| 4      | Regno Unito | 0   | 0       | 5      | 5      |
| 5      | Belgio      | 0   | 0       | 1      | 1      |
| 5      | Croazia     | 0   | 0       | 1      | 1      |